# کوستا گاوراس
کوستا گاوراس (کوتاه‌شدهٔ کنستانتینوس گاوراس) (به یونانی: Κώνσταντινος Γαβράς) (زاده ۱۳ فوریه ۱۹۳۳) کارگردان یونانی‌تبار فرانسوی است که در فرانسه زندگی می‌کند. او که در یونان به دنیا آمد در ۲۱ سالگی به فرانسه مهاجرت کرد و نام خود را سپس به کوستا گاوراس تغییر داد. وی اغلب به‌دلیل ساخت فیلم‌هایی با پس‌زمینهٔ سیاسی شناخته می‌شود، از جمله فیلم معروف او زد (۱۹۶۹) که برندهٔ جایزه اسکار بهترین فیلم خارجی‌زبان در سال ۱۹۶۹ میلادی شد. با این حال، وی فیلم‌های کُمدی نیز ساخته‌است. اکثر فیلم‌های او به زبان فرانسوی ساخته شده‌اند ولی ۶ فیلم او به زبان انگلیسی هستند. او را استاد بزرگ خلق فیلم‌های جدی، پرهیجان و در عین حال سرگرم‌کنندهٔ سیاسی می‌دانند.

## زندگی و حرفه
او فعالیت‌های سیاسی خود را از کودکی آغاز کرد و آن را از پدر به ارث برد. پدرش یک ارتشی یونانی بود؛ که در برابرهجوم ارتش نازی مقاومت کرد ولی پس از جنگ دولت یونان گاوراس را به اتهام کمونیست بودن از کشور تبعید کرد.
او در ابتدا تمایل داشت که به آمریکا برود و در آنجا سینما بخواند؛ ولی به دلیل کمونیست بودن مک کارتیسم آمریکا از پذیرش او سرباز زد. گاوراس به فرانسه رفت و در سوربن ادبیات خواند و به عنوان دستیار کارگردان با بسیاری از فیلم سازان فرانسوی همکاری نمود.
او در اولین تجربه خود با نام «قتل ماشین خواب ۱۹۶۶» از تکنیک‌های خاص کارگردانی که دوستش داشت یعنی رنوارودمی استفاده نمود که بیشتر به تعریف داستان فیلم توجه کرد تا به دغدغه فرم.
پس از حکومت نظامیان بر کشور گاوراس تمرکز خود را بر وقایع کشور مادریش قرار داد و فیلم سینمایی زد را در سال ۱۹۶۹ کارگردانی کرد. وی با زد، سومین فیلم خود، به شهرتی جهانی رسید. او در فیلم «زد» داستان حکومتی را روایت می‌کند که با ابزار سرکوب می‌کوشد سیاستمداران و هواداران جناح اپوزیسیون، دستگاه قضایی و مطبوعات را خاموش کند. اگر چه در این فیلم نام این کشور گفته نمی‌شود، اما به روشنی مشخص است که گاوراس در پی توصیف دیکتاتوری نظامی در زادگاهش یونان بوده است. این فیلم اشاره به قتل گریگوری لمبراکیس نماینده چپ‌گرای پارلمان یونان دارد که در ۱۹۶۳ به دست نیروهای راست‌گرا در یونان صورت گرفت. فیلم «زد» در سال ۱۹۷۰ جایزه اسکار بهترین فیلم غیرانگلیسی زبان را از آن خود کرد و در سال ۱۹۶۹ نیز از سوی آکادمی سینمایی فرانسه به عنوان بهترین فیلم سال برگزیده شد.
از دیگر آثار گاوراس «اعتراف» (۱۹۷۰) دربارهٔ زندان‌های کمونیستی پشت دیوار آهنین، حکومت نظامی (۱۹۷۳) دربارهٔ گروه‌های چپگرای اروگوئه، گمشده (۱۹۸۲) در مورد کودتای ژنرال پینوشه در شیلی، «هانا.کی» (۱۹۸۳) در مورد کشمکش اسرائیل و فلسطین ، جعبه موسیقی (۱۹۸۹) بر محور حضور جنایتکاران نازی در آمریکا و «آمین» (۲۰۰۳) در مورد روابط نازی‌ها با واتیکان موجب شدند که فیلم‌های کمتر سیاسی او از قبیل «شهر دیوانه» (۱۹۹۷) چندان به چشم نیایند.
فیلم «بهشت غرب» <Eden Is West)<Eden à l'ouest)نام اثر بعدی «کوستا گاوراس» است که بعد از ساخت فیلم «ساطور» در سال ۲۰۰۵، دیگر فیلمی نساخته بود. محور اصلی فیلم «بهشت غرب» مسئله (مهاجرت) است. فیلمنامه این اثر را خود «گاوراس» با همکاری «ژان کلود گرومبرگ» نوشته‌است؛ و بازیگر اصلی فیلم «ریکاردو اسکامارچیو» نام دارد که یک ایتالیایی است. این فیلم در سال ۲۰۰۹ (۱۳۸۷) به نمایش درآمد.
فیلم دیگر کوستا گاوراس، «سرمایه» (فرانسوی: Le Capital) فیلمی در ژانر درام است که در سال ۲۰۱۲ منتشر شد. از بازیگران آن می‌توان به گابریل بیرن، گاد الماله، و سلین سلت اشاره کرد.

## فیلم‌شناسی

### کارگردان

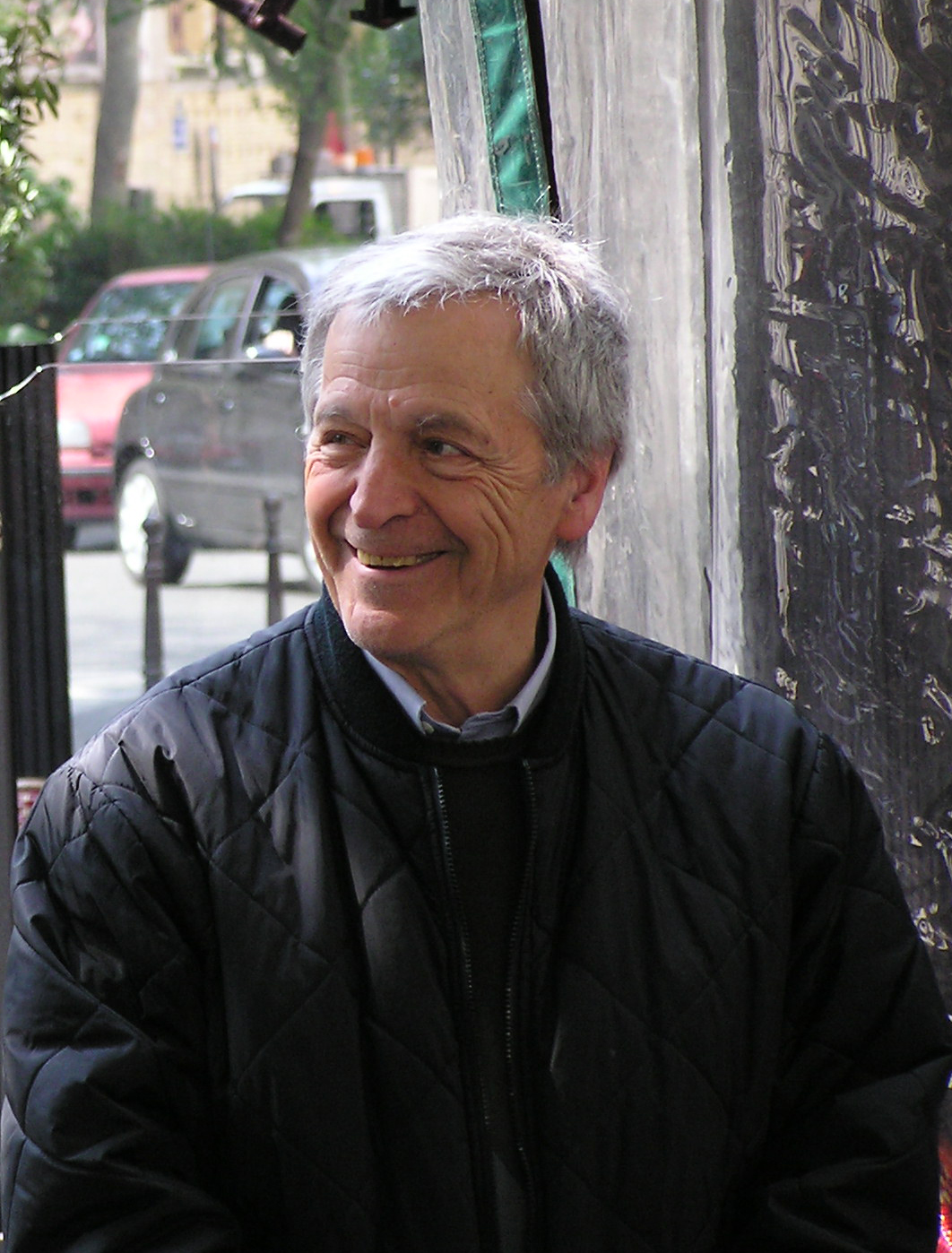
کوستا گاوراس در آوریل ۲۰۰۸ میلادی.

- حادثه‌ای در ترن (Compartiment Tueurs) (۱۹۶۵)
- Shock Troops (Un homme de trop) (۱۹۶۷)
- زد (۱۹۶۹) برندهٔ جایزه اسکار بهترین فیلم خارجی‌زبان
- اعتراف (The Confession) (۱۹۷۰)
- حکومت نظامی (État de siège) (۱۹۷۲)
- بخش ویژه (Special Section) (۱۹۷۵)
- نور زن (Clair de femme) (۱۹۷۹)
- گم‌شده (۱۹۸۲)
- هانا ک. (۱۹۸۳)
- Family Business (۱۹۸۵)
- خیانت (فیلم ۱۹۸۸) (۱۹۸۸)
- جعبه موسیقی (۱۹۸۹)
- آخرالزمان کوچک (La Petite Apocalypse) (۱۹۹۳)
- لومیر و شرکا (Lumière et compagnie) (segment) (۱۹۹۵)
- شهر دیوانه (۱۹۹۷)
- آمین. (۲۰۰۲)
- تبر (Le Couperet) (۲۰۰۵)
- سرهنگ (۲۰۰۶) (فقط تهیه‌کننده و نویسنده)
- بهشت است غرب (Eden à l'ouest) (۲۰۰۹)
- سرمایه (Le Capital) (۲۰۱۲)
- بزرگسالان در اتاق (۲۰۱۹)

### بازیگر
- «مادام رزا» (۱۹۷۷)